# Samostan svetog Tadeja
Samostan svetog Tadeja (armenski: Սուրբ Թադէոսի վանք – Sourb Tadeos Vank; perzijski: قره‌کلیسا, Sertivier keliseh u značenju "srce iranske crkve") je stari samostan Armenske apostolske crkve koji se nalazi u planinskom području sjeverne iranske pokrajine Zapadni Azarbajdžan, oko 20 km od grada Makua.
Samostan svetog Tadeja je vidljiv iz daljine zbog masivnosti njegove crkve čija je osobitost višekutni tamburi i strmi krovovi njezine dvije kupole. U njegovoj blizini se nalazi nekoliko kapela, tri na istočnom brdu, jedna oko 3 km južnije, na putu prema Bastamu i jedna koja služi kao crkva u obližnjem selu Ghara-Kilise.
On je najstariji od tri armenska samostanska kompleksa u Iranu (druga dva su Samostan sv. Stjepana i Kapela Dzordzor) koji su upisani na UNESCO-ov popis mjesta svjetske baštine u Aziji i Oceaniji 2008. godine kao "svjedočanstvo jedinstvenih vrijednosti armenske arhitekture i tradicije ukrašavanja".

## Povijest i odlike
Sveti Juda Tadej i Sveti Bartol, dvojica od dvanaest apostola, su otputovali u Armeniju oko 45. godine kako bi širili evanđelje. Zahvaljujući njihovom djelovanju mnogi su Armenci prihvatili kršćanstvo i ustanovili su brojne tajne zajednice. U to vrijeme preminuo je kralj Abgar, koji je vladao 38 godina, i Armensko kraljevstvo se podijelilo na dva dijela. Njegov sin Ananun je vladao iz Edesse (danas u Turskoj), a njegov nećak Sanatruk u Armeniji. Oko 66. godine, Ananun je naredio da se pogubi sv. Juda Tadej u Edessi. Zajedno s njim mučeničkom smrću ubijena je i kraljeva kćer Sandokht, kršćanka, čiji je grob u obližnjem selu kod Ghara Kelise.
Samo dvije godine nakon njegove smrti, 68. godine, na mjestu groba sv. Jude Tadeja izgrađena je mala crkva. Nakon potresa 1319. godine od nje nije ostalo ni traga, ali su neki dijelovi oltarske apside iz 10. stoljeća. Ona je opsežno obnovljena i proširena 1329. godine, ali je često bila metom nekršćanskih osvajača.
Današnji izgled samostana datira u 19. stoljeće kada je perzijski kraljević dinastije Kadžar, Abas Mirza, pomogao njezinu obnovu. Dijelovi iz 19. stoljeća su isklesani od pješčenjaka, dok su stariji dijelovi od crnog i bijelog kamena, zbog čega su je na turskom jeziku zvali "Crna crkva" (Kara Kilise).  Napuštene utvrđene zidine koje se nalaze oko crkve su nekada bile samostanski dormitorij (spavaonice monaha).
- Smještaj Samostana sv. Tadeja u sjevernom Iranu
- Samostan s juga
- Crkva sv. Tadeja
- Stari oltar (10. st.)
- Reljef na zidu u obliku hačkara
- Reljef s likom sv. Jurja

## Vanjske poveznice
- Armenski samostani u Iranu  Arhivirana inačica izvorne stranice od 12. kolovoza 2011. (Wayback Machine) na iran.hr, Preuzeto 27. svibnja 2011.
- Samostan sv. Tadeja na Armeniapedia.org (engl.) Preuzeto 27. svibnja 2011.
- Hamid-Rezā Hosseini, Sound of the Ancient Bell (Avā-ye Nāghus-e Kohan – آواى ناقوس کهن), na perzijskom, Jadid Online, 31. rujan 2008.: 
 Kraća engleska verzija: Iran's World Heritage Monastery, Jadid Online, 25. prosinca 2008.: 
Slide show (s podnaslovima na engleskom):  (5 min 41 sec)